# Богарс, Адрианус
Адрианус (Адриан) Богарс (Adrianus Bogaers; 1795—1870) — голландский поэт и публицист.

## Биография
Адрианус Богарс родился в городе Гааге 6 января 1795 года. С 1830 по 1851 год занимал должность судьи окружного суда в городе Роттердаме .
В своих первых лирических стихотворениях «Volharden» (1832) он призывал соотечественников к стойкости в борьбе с бельгийцами. Литературные критики отмечали в них явное подражание Генриху Каролюсзоону Толленсу.
В конце XIX — начале XX века на страницах Энциклопедического словаря Брокгауза и Ефрона говорилось, что лучшим его произведением считается «De togd van Heemskerk noar Gibraltar» (1837), которое появилось в печати только в 1860 году, но стало известно в публике уже задолго до этого.
Полное собрание его стихотворений, баллад и романсов вышло 2-м изданием в 1862 году. Его журнальные статьи на голландском языке, были изданы под названием «Taalkundige opstellen» в 1872 году.